# План побега 2
«План побега 2» (англ. Escape Plan 2: Hades) — американский остросюжетный боевик с элементами научной фантастики, являющийся продолжением фильма «План побега».
Как и в первом фильме, в качестве основных продюсеров, организовывавших и контролировавших производственный процесс, выступили Рэндолл Эмметт, Марк Кантон, Робби Бреннер, Джордж Фёрла и Зак Шиллер, а сценарий написал Майлз Чэпман — главный сценарист серии. Кроме того, в «План побега 2» вернулись три персонажа оригинального фильма — Рэй Бреслин и Хаш в исполнении Сильвестра Сталлоне и Кёртиса «50 Cent» Джексона соответственно, а также Эбигейл Росс, роль которой вместо Эми Райан сыграла Джейми Кинг. Также к актёрскому составу присоединились Дейв Батиста, Хуан Сяомин, Джесси Меткалф, Титус Уэлливер, Уэс Чэтэм и другие. Режиссёрские функции, однако, на этот раз были поручены Стивену С. Миллеру, до этого работавшему над тремя боевиками с Брюсом Уиллисом.
28 июня 2018 года при поддержке компании Megogo Distribution фильм вышел в кинотеатральный прокат России, где заработал 22,5 миллиона рублей. Затем, 13 августа, состоялся российский цифровой релиз фильма, после чего, 8 октября, «План побега 2» также был выпущен в России на DVD компанией «НД Плэй». Положительные показатели фильма в российском прокате послужили причиной того, что третья часть серии — «План побега 3» — также получила право на кинотеатральный релиз в России, который состоялся 27 июня 2019 года.

## Сюжет
Спустя некоторое время после побега из «Гробницы» Рэй Бреслин возглавил частную охранную организацию. В Чечне две женщины находятся в плену у сепаратистов. Трое парней - Джаспар Кимбрал, Шу Рен и Люк Грэйвс - пытаются спасти женщин под видом заложников и предателя. Тем временем Кимбрал взрывает место своей компьютерной технологической бомбой, замаскированной под видеокамеру, что позволяет его команде бежать. Однако, всё пошло не по плану: Кимбрал задерживается, так как хотел с помощью своих бомб взорвать боеприпасы. Их план проваливается - одна заложница погибает от выстрела в грудь. Позже, вернувшись в Атланту и прибыв в штаб-квартиру, Рэй увольняет Кимбрала, так как он больше доверял компьютеру, чем своей команде.
Год спустя Шу встречается в Шанхае со своим кузеном Юшэнгом Ма и Квином Феном. Квин Фен сообщает, что у Юшэнга появился конкурент — европейская компания Рашко, которая пыталась трижды купить его компанию и его разработки управления спутниковой системой. Они поехали в Бангкок на мальчишник, где их атакуют люди в масках. Шу начинает с ними бороться, но их оглушают электрическими пушками, и они падают без сознания.
Когда Шу приходит в себя, он оказывается в тюрьме с высокими технологиями, где потом приказывают ему сразиться с заключенным Акалой, и  Шу Акалу побеждает, получив после победы два часа в святилище. Чуть позже Бреслин, Грэйвс и Хаш пытаются найти Шу и его кузена. Возвращаясь в свою камеру, Шу видит Кимбрала в тюрьме. Шу пытается вспомнить все знания, полученные от Бреслина. Позже встречают смотрителя тюрьмы Грегора Фауста, который называет эту тюрьму «зоопарком».
Шу встречается с Кимбралом, и он сообщает им, что тюрьма называется АИД (англ. Hades), которая была построена по технологии Галилео, и говорит, что он находится в тюрьме уже пару месяцев. Бреслин обнаруживает, что Шу и его кузен находятся в АИДе и что она была создана совершенной, и сделали её более неразрушимой, чем была предыдущая тюрьма Гробница. Бреслин считает, что за АИДом стоят те же люди, что и за Гробницей. Тем временем Бреслин идёт в бар и там встречает своего старого друга бармена по имени Трент Дероса, потом они встречают некого человека по имени Леон. Они требуют рассказать об АИДе и о деятельности Рашко, затем на них нападают люди в масках, Бреслин и Дероса отбиваются, но один стрелок убивает Леона. Рэй просит Трента взломать чёрный банковский счёт и узнать имя Воробья. Люк Грэйвс гонится за парнем из Рашко на машине, но тут попадает в ловушку. Потом Шу и Юшенг идут в бой, побеждают и идут в святилище, Шу почти близок к получению плана АИДа. Шу говорит Кимбралу, что в этой тюрьме есть много комнат. Люк просыпается в АИДе. Шу понимает, что тюрьма меняется каждую ночь, и вся его надежда на то, что система тюрьмы отключится. Дероса идёт к хакеру по прозвищу Жук, требует узнать имя Воробья и взломать банковский счёт. Затем Кимбрал сообщает ему, что Легион может помочь ему, если он найдёт Зеро — главу Легиона, состоящего из трёх человек. Дероса сообщает Бреслину о том кто такой Воробей.
Шу и Кимбрал приходят в себя и видят из камер, что охранники забирают Легион. Шу не понимает, как произошла утечка информации. Но тем временем Шу быстро понимает, что Джаспар Кимбрал стоит за всем этим и возглавляет эту тюрьму, и понимает, что Кимбрал хочет отомстить Бреслину за то, что уволил его, и доказать, что его алгоритмы отлично работают, тюрьма неуязвима и сбежать из неё невозможно. Бреслин узнал от Дероса о том кто такой Воробей и сообщил своим людям, о том что Кимбрал стоит за АИДом. Узнав, что он хочет отомстить ему за то, что уволил его, Бреслин решает дать ему схватить себя. А в это время люди Кимбрала штурмуют компанию Бреслина и захватывают Рэя. Бреслин приходит в себя, сидя в кресле, и встречает Кимбрала, который говорит «покажи класс». Рэя избивают в зоопарке, Хаш сообщает Деросу, что Бреслин в АИДе. Юшенг просит, чтобы Шу не сдавался и взял себя в руки. Рэй в своей камере связывается с Хашем через поддельный зуб (коронку-микрофон) и говорит, что за ними постоянно наблюдают, и просит взломать камеры и голосовую систему Галилео.
Бреслин и Шу решают отвлечь их внимание дракой, пока Хаш взламывает систему, Бреслин, Шу, Люк и Юшенг общаются перепиской через повара. Хаш получает данные о тюрьме и связывается с Бреслином. Он готовится отключить Галилео и сообщает, что у них 3 минуты перед тем, как оно перезагрузится. Бреслин, Шу, Люк, Юшенг, Легионы и Акала проникают в медицинский центр. Бреслин просит Легион и Акалу прикрыть их. Бреслин, Шу, Люк и Юшенг направляются к выходу, но Галилео быстро перезагрузился и блокировал выходы, пустив газ. Они забираются наверх по лабиринту. Легион и Акала видят, что охранники идут за ними. Акала пытается сдержать их, но они прорываются в медцентр и убивают Легион, а Фауст убивает Акалу. Неизвестный человек связывается с Кимбралом и требует отчёт, заявляет, что он не сбежит. Бреслин настигает его и говорит, что его тюрьма АИД с её компьютерной технологией очень эффективна, но у неё есть слабость — это он.
Шу и Фауст встречаются, и начинается бой с ножами. Шу побеждает, убивая Фауста и заявляя, что теперь он смотритель зоопарка. Дероса штурмует АИД. Люк попадает в западню охраны, но Дероса спасает его, убивая охранников. Бреслин и Кимбрал входят в контрольную комнату для поединка, и начинается драка; Бреслин побеждает и убивает его. Дероса и Люк уничтожают Галилео. Шу и Юшенг выбираются из АИДа, и их забирают. Хаш сообщает Рэю, что они в безопасности. Люк спрашивает, где они находятся, Рэй говорит: «в Атланте», потом неизвестный пытается связаться с Кимбралом, Бреслин предупреждает его, что пока что они не знают, кто он такой, но узнают, найдут и разоблачат его.

## В ролях
| Актёр                    | Роль            |
| ------------------------ | --------------- |
| Сильвестр Сталлоне       | Рэй Бреслин     |
| Дейв Батиста             | Трент Дероса    |
| Хуан Сяомин              | Шу Рен          |
| Джейми Кинг              | Эбигейл Росс    |
| Кёртис «50 Cent» Джексон | Хаш             |
| Джесси Меткалф           | Люк Грэйвс      |
| Уэс Чэтэм                | Джаспар Кимбрал |
| Титус Уэлливер           | Грегор Фауст    |
| Лидия Халл               | Джулс           |
| Тайлер Джон Олсон        | Мо              |
| Чен Тэнг                 | Юшэнг Ма        |
| Мин Си                   | Квин Фен        |
| Тайрон Вудли             | Акала           |
| Ши Бакнер                | Ларри           |
| Пит Венц                 | Баг (Жук)       |

| Дублированный перевод | Дублированный перевод |
| --------------------- | --------------------- |
| Владимир Антоник      |                       |
| Борис Георгиевский    |                       |
| Дмитрий Гаврилов      |                       |
| Алёна Узлюк           |                       |
| Эльдар Куртсеитов     |                       |
| Михаил Тишин          |                       |
| Олег Лепенец          |                       |
| Екатерина Буцкая      |                       |
| Борис Георгиевский    |                       |

## Кассовые сборы
В отличие от первого фильма, вышедшего в мировой кинотеатральный прокат, «План побега 2» не был ориентирован на широкий рынок и выпускался без масштабной рекламной кампании в основном с расчётом на продажи от DVD, Blu-ray и VoD. Выйдя в США в июне 2018 года сразу в видеопрокат без кинотеатральных показов, он, тем не менее, всё же был показан в кинотеатрах России (28 июня), Китая (29 июня) и ряда других стран, где по итогам столь ограниченного кинопроката смог практически сравняться с суммой производственного бюджета (20 млн долларов) и собрать 17,6 млн без учёта продаж от мирового видео-, теле- и цифрового проката.
В домашнем видеопрокате (DVD и Blu-ray) фильм собрал 4,1 млн долларов.

## Отзывы и оценки
Фильм получил преимущественно отрицательные отзывы критиков. На портале Rotten Tomatoes он имеет среднюю оценку в 2,3 балла из 10 на основе 2 положительных и 22 отрицательных рецензий.

## Продолжение
27 июня 2019 года в кинотеатральный прокат России вышел третий фильм — «План побега 3» (англ. Escape Plan: The Extractors), в который вернулись авторы и основной актёрский состав первых двух фильмов.